# Memories (песня Within Temptation)
«Memories» — второй сингл с альбома The Silent Force симфо-метал-группы Within Temptation.

## Видео
В видеоклипе состарившаяся героиня приходит в древний особняк, который выставлен на продажу. Этот дом тесно связан с её воспоминаниями; героиня проходит по коридорам и комнатам особняка и видит себя в молодости, и то, каким был этот дом в те времена. И она сама, и дом выглядят так, какими они были много лет назад. Также она вспоминает свою предыдущую любовь; другие члены группы также присутствуют в воспоминаниях. Когда она уходит из особняка, то вновь становится старой, а дом приобретает запущенный вид, каким он был показан в начале клипа.

## Список композиций
CD сингл
1. «Memories»
2. «Aquarius» (Orchestral Version)

CD мульти сингл
1. «Memories»
2. «Destroyed» (Demo Version)
3. «Aquarius» (Orchestral Version)
4. «A Dangerous Mind (live)»

DualDisc сингл
CD:
1. «Memories»
2. «Destroyed» (Demo Version)
3. «Aquarius (Orchestral Version)»
4. «A Dangerous Mind» (live)
5. «Memories» (Live)

DVD:
1. «A Dangerous Mind» (live)
2. «Memories» (live)
3. Backstage Paris

## Чарты
Сингл не смог побить позиции предыдущей композиции «Stand My Ground», но тем не менее «Memories» достиг определённых успехов в Нидерландских чартах.
| Чарт (2005)            | #  |
| ---------------------- | -- |
| Dutch Top 40           | 11 |
| German Singles Chart   | 17 |
| Finnish Singles Chart  | 19 |
| Belgium Singles Chart  | 26 |
| Austrian Singles Chart | 44 |
| Swiss Singles Chart    | 45 |